# 瑪莉·馬龍
瑪莉·馬龍（英語：Mary Mallon，1869年9月23日—1938年11月11日），愛爾蘭人，1883年獨自移民至美國，是美國第一位被發現的傷寒健康帶原者，因此被稱為傷寒瑪莉（Typhoid Mary）。瑪莉是一個廚師，並因此造成53人感染傷寒、3人死亡，但她堅決否認這項事實，也拒絕停止下廚，因此兩度遭公共衛生的主管機關隔離，最後於隔離期間去世。

## 疫情
瑪莉·馬龍於1900年至1907年在紐約市的七個家庭擔任過廚師。
1900年，她在西徹斯特郡的馬馬羅內克鎮（Mamaroneck）內擔任廚師，這段時間內她造成22人感染傷寒熱，其中1人不治身亡。不到兩週，馬馬羅內克鎮居民便開始受此病襲擊。
1901年，瑪莉·馬龍搬至曼哈頓，在新的家庭中幫忙廚務，該戶成員開始發燒、腹瀉，一位洗衣女孩因此死亡。隨後瑪莉改替一名律師工作，直到家中8名成員有7位染上傷寒，在照顧的過程中又將傷寒的感染向外擴散。1906年夏，她在長島拿騷牡蠣灣找到一份新工作，從8月27日到9月3日兩週內11個家庭中有6戶因傷寒住院，瑪莉便因此再轉換工作，造成另外3個家庭的感染。

## 調查
在曾經因雇用瑪莉而爆發地區流行病的家庭之一聘請傷寒研究員乔治·索珀調查衛生狀況，經過仔細調查及推敲，確認瑪莉最有可能是疾病的帶原者。由於一般常見的感染者，多是經由食入帶原者所烹調的飲食而致病，人類帶原者常常是過去曾感染傷寒的患者在症狀消失之後，體內仍存有傷寒桿菌，但可以在糞便或尿液中發現這種病原體。
當喬治·索珀告將這項結論告訴瑪莉時，她憤怒地拒絕配合提供排泄物的檢體樣本，隨後索珀便將他的發現於1907年6月15日刊登在《美國醫學聯合會期刊》。索珀第二次約談瑪莉時，帶著一位醫師相伴，但仍然無功而返。在索珀告訴她可能身為帶原者時，健康無症狀帶原的現象在學界仍不明瞭。
瑪莉以自行將樣本送至紐約獨立實驗室的檢驗否認自己是帶原者，該檢驗報告認為她體內沒有這種細菌，然而在她第一次隔離時的檢驗有四分之一是負面的。

## 隔離

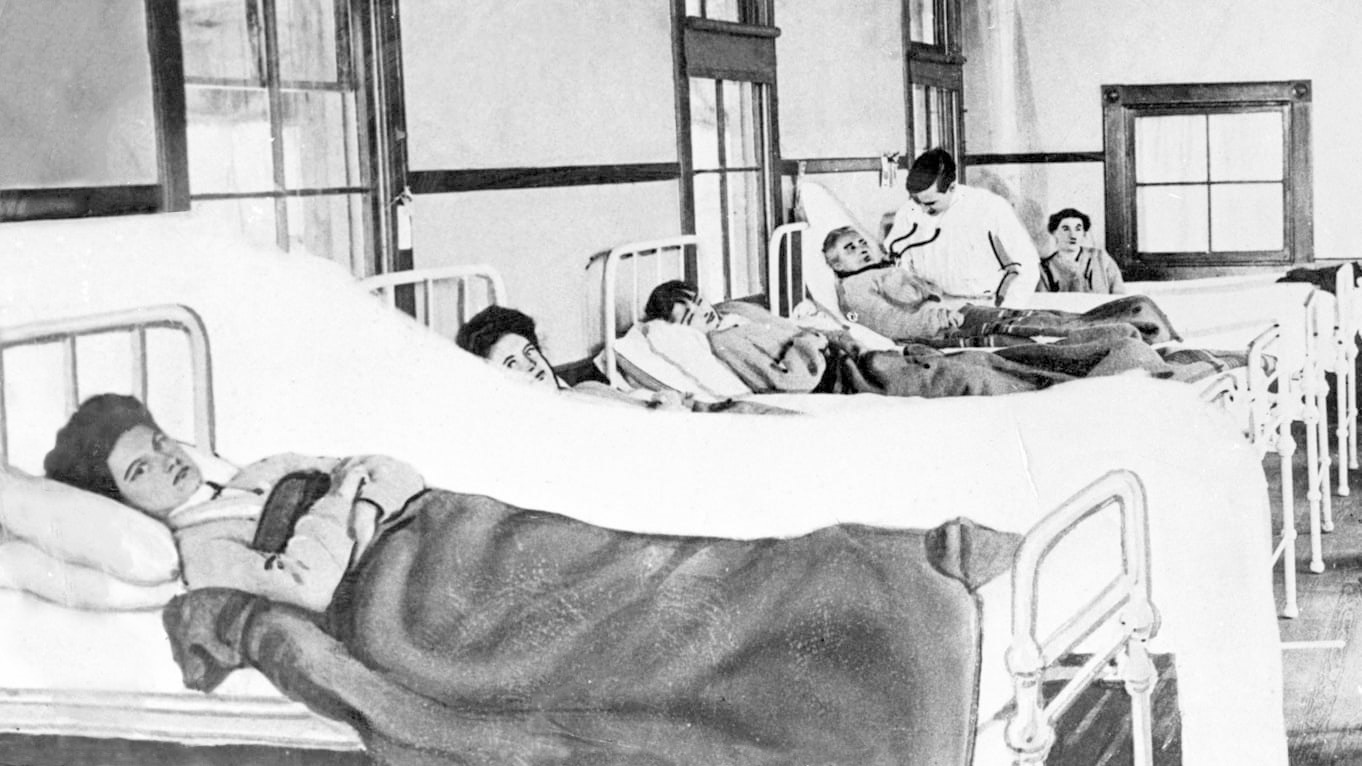
傷寒瑪莉第一次受隔離臥床

紐約市健康部門派遣薩拉·約瑟芬·貝克醫師（Sara Josephine Baker）和瑪莉約談，但她卻認定「法律是毫無理由地騷擾，因為她沒犯下任何過失。」數天後貝克偕同數位警員至瑪莉的工作場地，帶走她且暫時監禁，隨後調查員在檢查過後發現她是一位帶原者，因此將她安置在北兄弟島（North Brother Island）的醫院隔離3年，並且要求她在離開後不得任職與食物有關的職業。但她又改名為「瑪莉·布朗」，在紐約的斯隆醫院（Sloan）掌廚，於1915年使25人感染，其中2位不治，公共衛生主管機關再次將她逮捕，判處終身隔離。結果她因此聲名大噪，接受記者們的訪問，前提是不能接受任何她提供的飲食，即使是水。最後她被允許在此島一處實驗室當技術人員。終其一生她前後被強制隔離拘禁達26年，且此項隔離處置從未經過法院審查。

## 逝世
傷寒瑪莉1938年11月11日死於肺炎，而非傷寒，享年69歲，推測感染肺炎的原因是死前六個月中風導致她癱瘓在床。然而，驗屍後卻發現她的膽囊中有許多活體傷寒桿菌，遺骸最後在布朗克斯的聖雷蒙墓園（Saint Raymond's Cemetery）火化。

## 評論
瑪莉造成的問題部份乃肇因於她不顧一切地否認自身的處境，即使身上帶有足以致命的病原體，她仍保持健康狀態，且毫無感染過傷寒的紀錄。但有些學者的研究認為，傷寒瑪莉所受待遇，與因其低下階層愛爾蘭裔移民的出身背景以致遭歧視不無關係。過去有段時間，人們以「傷寒瑪莉」稱呼類似瑪莉·馬龍這種身為帶原者卻拒絕採取適當防範措施的人，由於該詞具有部分歧視、諷刺意味，現在一般將帶有病原體卻沒有症狀的人稱為「帶原者」。

## 外部連結
- "Dinner with Typhoid Mary," Long Island History （英文）
- B. A., History. . ThoughtCo.   [2020-10-09]. （原始内容存档于2021-04-10） （英语）.
- PBS NOVA site: "The Most Dangerous Woman in America" （页面存档备份，存于） （英文）